# Cedar Heights
Cedar Heights es un lugar designado por el censo ubicado en el condado de Prince George en el estado estadounidense de Maryland. En el Censo de 2020 tenía una población de 1597 habitantes y una densidad poblacional de 2851,79 habitantes por km². Fue incluido como CDP en el censo de 2020. 

## Geografía
Cedar Heights se encuentra ubicado en las coordenadas 38°54′09″N 76°54′29″O / 38.90250, -76.90806. Según la Oficina del Censo de los Estados Unidos,  tiene una superficie total de 0,56 km², todos correspondientes a tierra firme.